# Canadian Open 1994
Die Canada Open 1994 im Badminton fanden vom 14. bis zum 18. September 1994 in Alberta statt.

## Sieger und Platzierte
| Disziplin    | Gold                          | Silber                   | Bronze                          |
| ------------ | ----------------------------- | ------------------------ | ------------------------------- |
| Herreneinzel | Lioe Tiong Ping               | Jeroen van Dijk          | Mario Carulla                   |
| Herreneinzel | Lioe Tiong Ping               | Jeroen van Dijk          | Hu Zhilang                      |
| Dameneinzel  | Pernille Nedergaard           | Meiluawati               | Si-an Deng                      |
| Dameneinzel  | Pernille Nedergaard           | Meiluawati               | Lotte Thomsen                   |
| Herrendoppel | Ade Sutrisna Candra Wijaya    | Yap Yee Guan Yap Yee Hup | Anil Kaul Iain Sydie            |
| Herrendoppel | Ade Sutrisna Candra Wijaya    | Yap Yee Guan Yap Yee Hup | Jens Eriksen Christian Jakobsen |
| Damendoppel  | Helene Kirkegaard Rikke Olsen | Liu Guimei Peng Yun      | Si-an Deng Denyse Julien        |
| Damendoppel  | Helene Kirkegaard Rikke Olsen | Liu Guimei Peng Yun      | Anne Gibson Stephanie Wo        |
| Mixed        | Jürgen Koch Irina Serova      | Jens Eriksen Rikke Olsen | Beth Richardson Darryl Yung     |
| Mixed        | Jürgen Koch Irina Serova      | Jens Eriksen Rikke Olsen | Liang Qing Peng Yun             |